# Агуляна
Агуляна (кат. Agullana) — муніципалітет, розташований у Автономній області Каталонія, в Іспанії. Знаходиться у районі (кумарці) Ал Ампурда провінції Жирона, згідно з новою адміністративною реформою перебуватиме у складі баґарії Жирона.

## Населення
Населення міста (у 2007 р.) становить 753 особи (з них менше 14 років — 11,8%, від 15 до 64 — 63,3%, понад 65 років — 24,8%). У 2006 р. народжуваність склала 7 осіб, смертність — 4 особи, зареєстровано 4 шлюби. У 2001 р. активне населення становило 320 осіб, з них безробітних — 22 особи.

Серед осіб, які проживали на території міста у 2001 р., 557 народилися в Каталонії (з них 427 осіб у тому самому районі, або кумарці), 70 осіб приїхало з інших областей Іспанії, а 41 особа приїхала з-за кордону. 

Університетську освіту має 8,1% усього населення. 

У 2001 р. нараховувалося 262 домогосподарства (з них 24% складалися з однієї особи, 30,9% з двох осіб,22,5% з 3 осіб, 15,3% з 4 осіб, 4,6% з 5 осіб, 1,9% з 6 осіб, 0,4% з 7 осіб, 0% з 8 осіб і 0,4% з 9 і більше осіб).

Активне населення міста у 2001 р. працювало у таких сферах діяльності : у сільському господарстві — 3%, у промисловості — 7,7%, на будівництві — 16,8% і у сфері обслуговування -72,5%. 

 У муніципалітеті або у власному районі (кумарці) працює 155 осіб, поза районом — 191 особа.

### Безробіття
У 2007 р. нараховувалося 21 безробітний (у 2006 р. — 21 безробітний), з них чоловіки становили 52,4%, а жінки — 47,6%.

## Економіка

### Підприємства міста

#### Промислові підприємства
| \| Промислові підприємства міста, за сферою діяльності \| Промислові підприємства міста, за сферою діяльності \| Промислові підприємства міста, за сферою діяльності \| \| Рік \| 2002 р. \| 2001 р. \| \| --------------------------------------------------- \| --------------------------------------------------- \| --------------------------------------------------- \| \| Енергетичні та водні ресурси \| 0% \| 0% \| \| Хімія та метали \| 16,7% \| 16,7% \| \| Переробка металів \| 0% \| 0% \| \| Продукти харчування \| 33,3% \| 33,3% \| \| Текстиль \| 0% \| 0% \| \| Виробництво меблів, видання \| 33,3% \| 33,3% \| \| Інше \| 16,7% \| 16,7% \| \| Усього підприємств \| 6 \| 6 \| |         |         |
| Промислові підприємства міста, за сферою діяльності |         |         |
| Рік | 2002 р. | 2001 р. |
| Енергетичні та водні ресурси | 0%      | 0%      |
| Хімія та метали | 16,7%   | 16,7%   |
| Переробка металів | 0%      | 0%      |
| Продукти харчування | 33,3%   | 33,3%   |
| Текстиль | 0%      | 0%      |
| Виробництво меблів, видання | 33,3%   | 33,3%   |
| Інше | 16,7%   | 16,7%   |
| Усього підприємств | 6       | 6       |

#### Роздрібна торгівля
| \| Підприємства роздрібної торгівлі міста, за сферою діяльності \| Підприємства роздрібної торгівлі міста, за сферою діяльності \| Підприємства роздрібної торгівлі міста, за сферою діяльності \| \| Рік \| 2002 р. \| 2001 р. \| \| ------------------------------------------------------------ \| ------------------------------------------------------------ \| ------------------------------------------------------------ \| \| Продукти харчування \| 40% \| 50% \| \| Одяг та взуття \| 0% \| 0% \| \| Товари для дому \| 10% \| 10% \| \| Книги та періодичні видання \| 0% \| 0% \| \| Промислова хімічна продукція \| 20% \| 20% \| \| Продукція, пов'язана з транспортними засобами \| 0% \| 0% \| \| Інше \| 30% \| 20% \| \| Усього підприємств \| 10 \| 10 \| |         |         |
| Підприємства роздрібної торгівлі міста, за сферою діяльності |         |         |
| Рік | 2002 р. | 2001 р. |
| Продукти харчування | 40%     | 50%     |
| Одяг та взуття | 0%      | 0%      |
| Товари для дому | 10%     | 10%     |
| Книги та періодичні видання | 0%      | 0%      |
| Промислова хімічна продукція | 20%     | 20%     |
| Продукція, пов'язана з транспортними засобами | 0%      | 0%      |
| Інше | 30%     | 20%     |
| Усього підприємств | 10      | 10      |

#### Сфера послуг
| \| Підприємства міста, що працюють у сфері послуг, за діяльністю \| Підприємства міста, що працюють у сфері послуг, за діяльністю \| Підприємства міста, що працюють у сфері послуг, за діяльністю \| \| Рік \| 2002 р. \| 2001 р. \| \| ------------------------------------------------------------- \| ------------------------------------------------------------- \| ------------------------------------------------------------- \| \| Гуртова торгівля \| 0% \| 5% \| \| Готелі та готельний бізнес \| 47,8% \| 50% \| \| Транспорт та зв'язок \| 8,7% \| 5% \| \| Посередницькі фінансові послуги \| 8,7% \| 10% \| \| Послуги підприємствам \| 4,3% \| 5% \| \| Послуги фізичним особам \| 17,4% \| 15% \| \| Нерухомість та ін. \| 13% \| 10% \| \| Усього підприємств \| 23 \| 20 \| |         |         |
| Підприємства міста, що працюють у сфері послуг, за діяльністю |         |         |
| Рік | 2002 р. | 2001 р. |
| Гуртова торгівля | 0%      | 5%      |
| Готелі та готельний бізнес | 47,8%   | 50%     |
| Транспорт та зв'язок | 8,7%    | 5%      |
| Посередницькі фінансові послуги | 8,7%    | 10%     |
| Послуги підприємствам | 4,3%    | 5%      |
| Послуги фізичним особам | 17,4%   | 15%     |
| Нерухомість та ін. | 13%     | 10%     |
| Усього підприємств | 23      | 20      |

## Житловий фонд
У 2001 р. 3,4% усіх родин (домогосподарств) мали житло метражем до 59 м², 17,9% — від 60 до 89 м², 37,4% — від 90 до 119 м² і
41,2% — понад 120 м².

З усіх будівель у 2001 р. 12,2% було одноповерховими, 72% — двоповерховими, 15,8
% — триповерховими, 0% — чотириповерховими, 0% — п'ятиповерховими, 0% — шестиповерховими,
0% — семиповерховими, 0% — з вісьмома та більше поверхами.

## Автопарк
| \| Автомобілі, зареєстровані у місті, за призначенням \| Автомобілі, зареєстровані у місті, за призначенням \| Автомобілі, зареєстровані у місті, за призначенням \| \| Рік \| 2006 р. \| 2005 р. \| \| -------------------------------------------------- \| -------------------------------------------------- \| -------------------------------------------------- \| \| Приватні автомобілі \| 63,8% \| 63,5% \| \| Мотоцикли \| 7,5% \| 7,1% \| \| Вантажівки \| 23,9% \| 24,2% \| \| Трактори \| 1,9% \| 2,6% \| \| Автобуси та ін. \| 2,8% \| 2,6% \| \| Усього автомобілів \| 719 шт. \| 702 шт. \| |         |         |
| Автомобілі, зареєстровані у місті, за призначенням |         |         |
| Рік | 2006 р. | 2005 р. |
| Приватні автомобілі | 63,8%   | 63,5%   |
| Мотоцикли | 7,5%    | 7,1%    |
| Вантажівки | 23,9%   | 24,2%   |
| Трактори | 1,9%    | 2,6%    |
| Автобуси та ін. | 2,8%    | 2,6%    |
| Усього автомобілів | 719 шт. | 702 шт. |

## Вживання каталанської мови
У 2001 р. каталанську мову у місті розуміли 98,6% усього населення (у 1996 р. — 99,3%), вміли говорити нею 87,2% (у 1996 р. — 
94,1%), вміли читати 84,8% (у 1996 р. — 88,5%), вміли писати 53,8
% (у 1996 р. — 52%). Не розуміли каталанської мови 1,4%.

## Політичні уподобання
У виборах до Парламенту Каталонії у 2006 р. взяло участь 396 осіб (у 2003 р. — 451 особа). Голоси за політичні сили розподілилися таким чином:
| \| Вибори до Парламенту Каталонії \| Вибори до Парламенту Каталонії \| Вибори до Парламенту Каталонії \| \| Рік \| 2006 р. \| 2003 р. \| \| -------------------------------------- \| ------------------------------ \| ------------------------------ \| \| Конвергенція та Єднання (CiU) \| 38,1% \| 36,4% \| \| Соціалістична партія Каталонії (PSC) \| 15,9% \| 15,7% \| \| Народна партія (PP) \| 3% \| 4,7% \| \| Ініціатива за зелену Каталонію (IC) \| 7,3% \| 1,8% \| \| Республіканська лівиця Каталонії (ERC) \| 30,8% \| 40,6% \| \| Громадянська партія (C's) \| 0,5% \| 0% \| \| Інші \| 4,3% \| 0,9% \| |         |         |
| Вибори до Парламенту Каталонії |         |         |
| Рік | 2006 р. | 2003 р. |
| Конвергенція та Єднання (CiU) | 38,1%   | 36,4%   |
| Соціалістична партія Каталонії (PSC) | 15,9%   | 15,7%   |
| Народна партія (PP) | 3%      | 4,7%    |
| Ініціатива за зелену Каталонію (IC) | 7,3%    | 1,8%    |
| Республіканська лівиця Каталонії (ERC) | 30,8%   | 40,6%   |
| Громадянська партія (C's) | 0,5%    | 0%      |
| Інші | 4,3%    | 0,9%    |

У муніципальних виборах у 2007 р. взяло участь 445 осіб (у 2003 р. — 491 особа). Голоси за політичні сили розподілилися таким чином:
| \| Муніципальні вибори \| Муніципальні вибори \| Муніципальні вибори \| \| Рік \| 2007 р. \| 2003 р. \| \| -------------------------------------- \| ------------------- \| ------------------- \| \| Конвергенція та Єднання (CiU) \| 26,3% \| 14,9% \| \| Соціалістична партія Каталонії (PSC) \| 14,2% \| 16,3% \| \| Народна партія (PP) \| 0% \| 0% \| \| Ініціатива за зелену Каталонію (IC) \| 0% \| 0% \| \| Республіканська лівиця Каталонії (ERC) \| 59,6% \| 68,8% \| \| Громадянська партія (C's) \| 0% \| 0% \| \| Інші \| 0% \| 0% \| |         |         |
| Муніципальні вибори |         |         |
| Рік | 2007 р. | 2003 р. |
| Конвергенція та Єднання (CiU) | 26,3%   | 14,9%   |
| Соціалістична партія Каталонії (PSC) | 14,2%   | 16,3%   |
| Народна партія (PP) | 0%      | 0%      |
| Ініціатива за зелену Каталонію (IC) | 0%      | 0%      |
| Республіканська лівиця Каталонії (ERC) | 59,6%   | 68,8%   |
| Громадянська партія (C's) | 0%      | 0%      |
| Інші | 0%      | 0%      |